# Filialkirche St. Kosmas

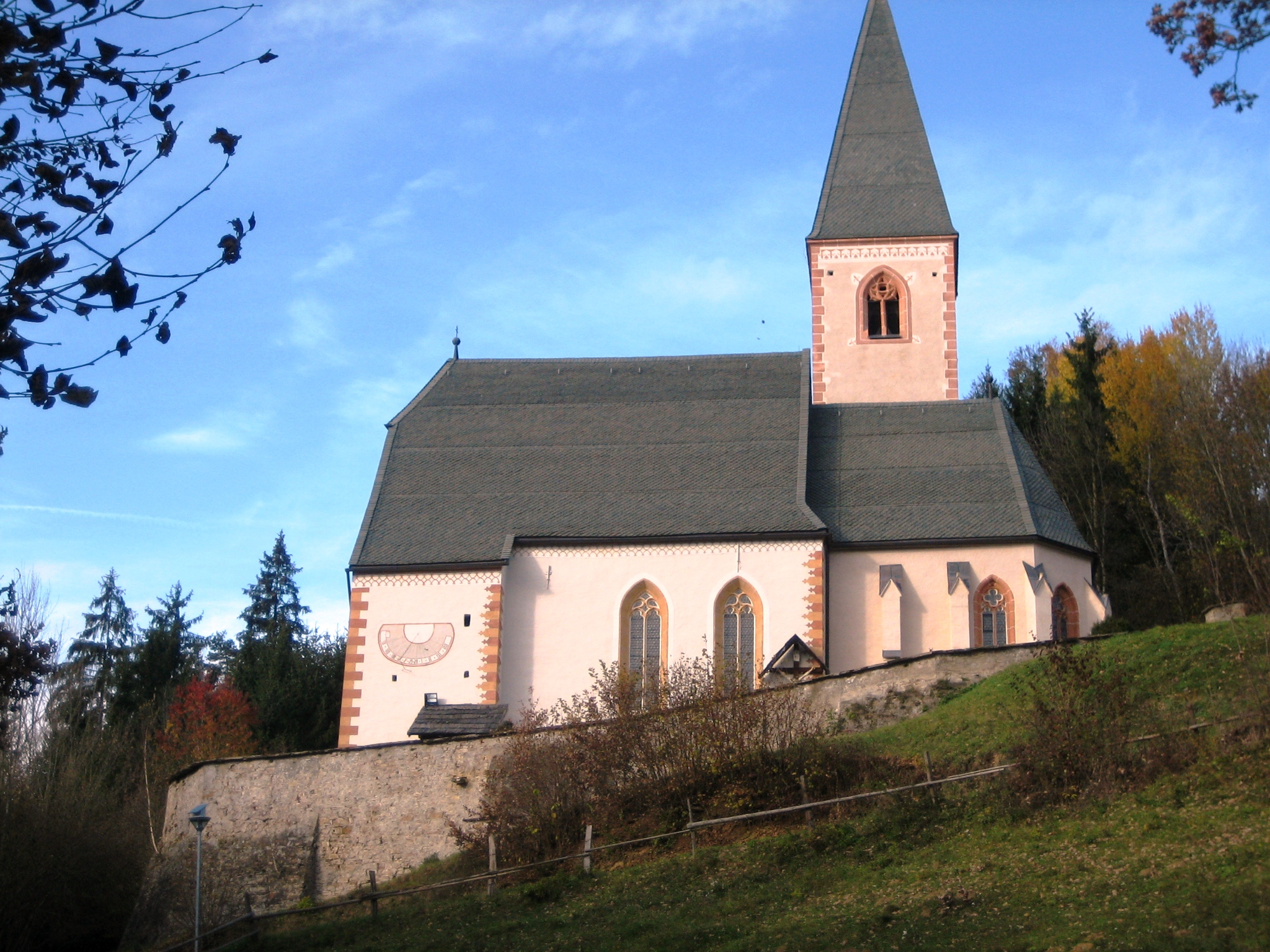

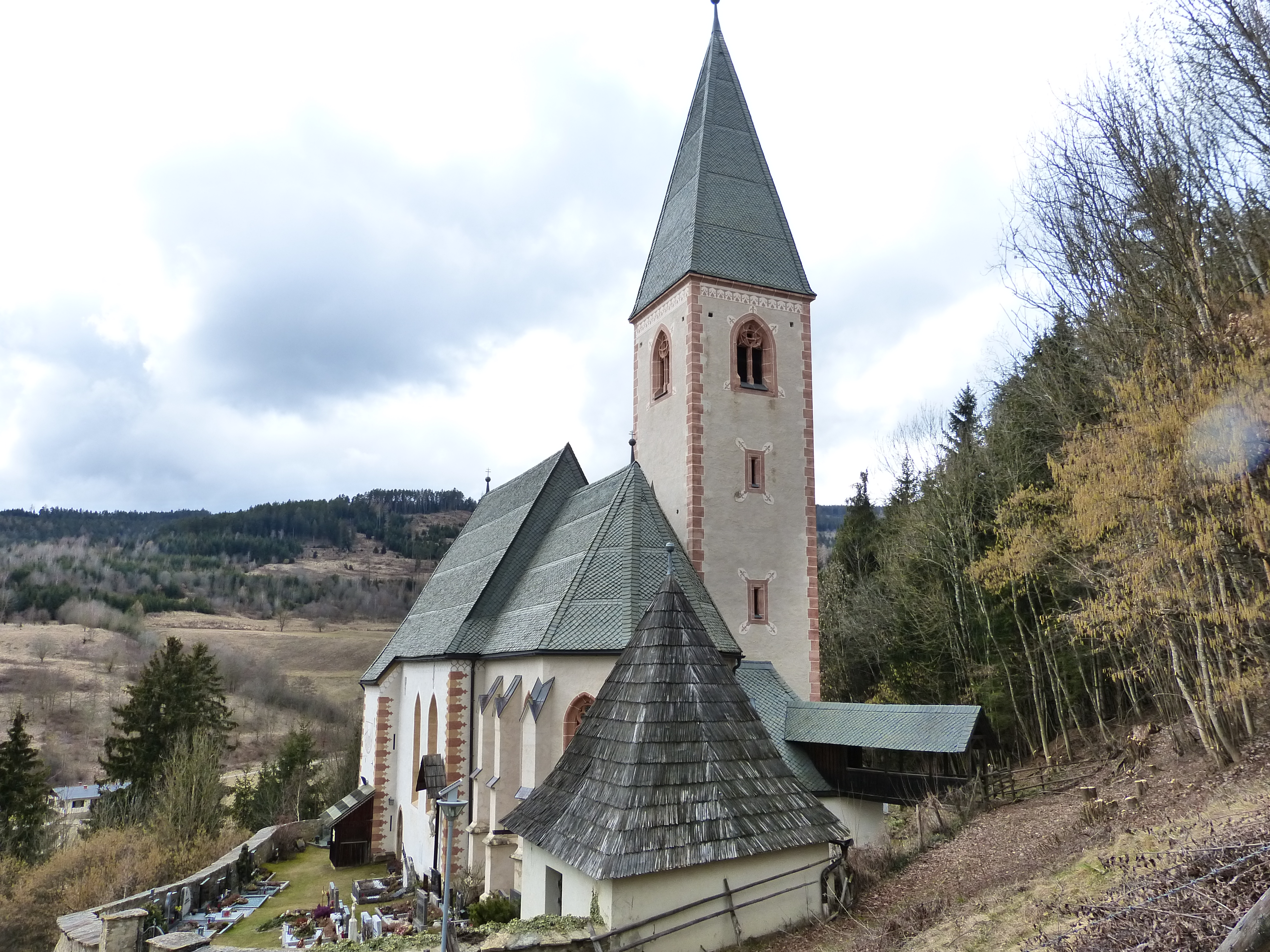
Gesamtansicht mit Friedhof und Kapelle

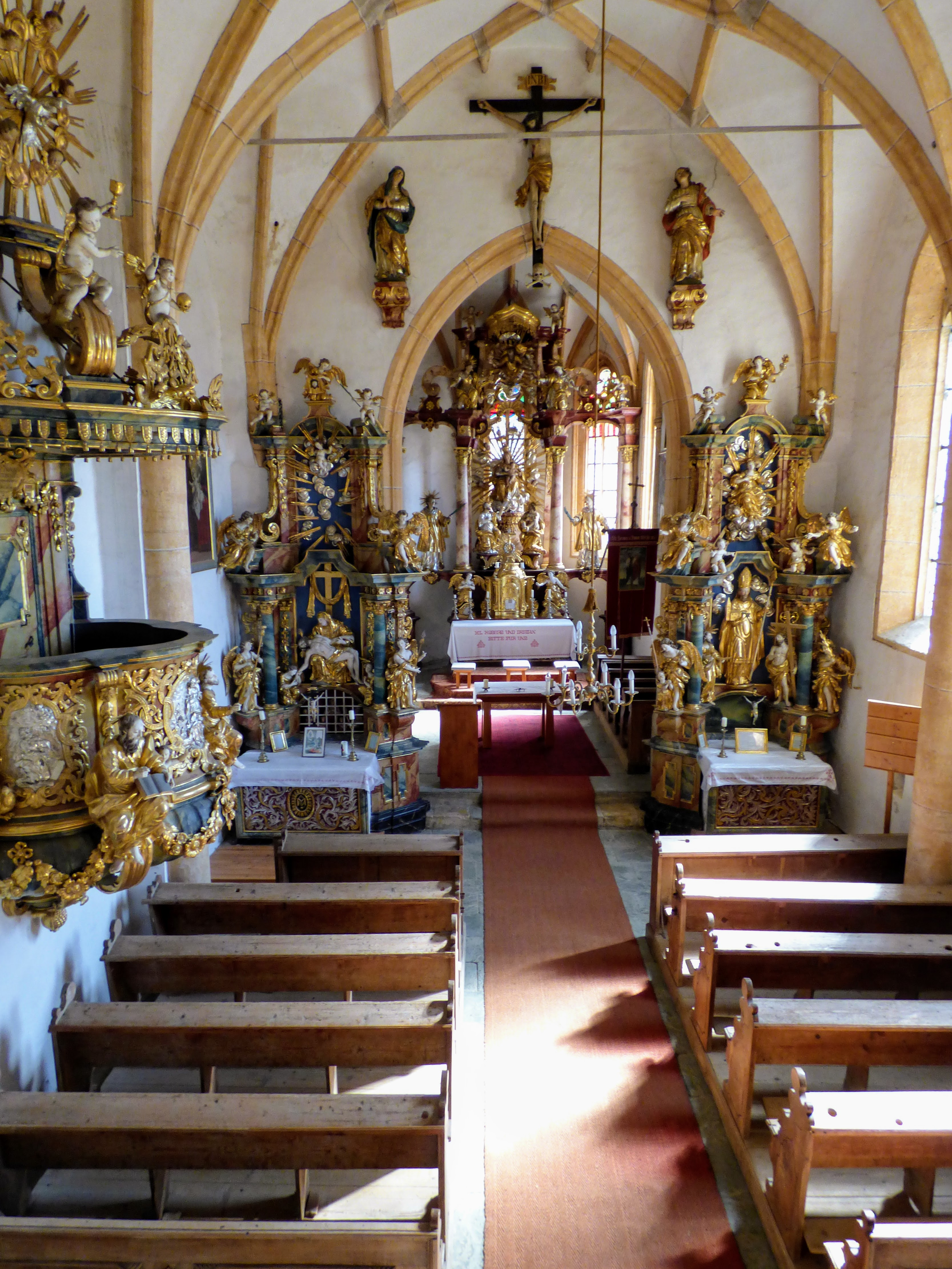
Innenansicht

Die Filial- und Wallfahrtskirche St. Kosmas in der Gemeinde Mölbling ist den Heiligen Cosmas und Damian geweiht und gehört zur römisch-katholischen Pfarre St. Stefan am Krappfeld. 

## Geschichte
Die erste urkundliche Erwähnung findet sich 1277. In der zweiten Hälfte des 15. Jahrhunderts wurde die Kirche zur Wehrkirche umgebaut. 1456 erfolgte eine Kirchweihe durch Bischof Johannes Schallermann. 1479 sollen die Türken die Kirche vergeblich belagert haben. Um 1480 stürmten ungarische Truppen von König Matthias Corvinus die Kirche. 1529 wurde sie neu geweiht.

## Baubeschreibung
Das Gotteshaus ist ein einheitlicher, spätgotischer Bau mit Steinplattldächern. Der Turm nördlich des Chores besitzt an der Süd- und an der Ostseite mit Maßwerk geschmückte Schallfenster und hat ein Pyramidendach. Eine Glocke goss 1435 Rupert Dringer, eine zweite 1687 Mathias Landmann. Östlich an den Turm ist ein barockes Oratorium angebaut, westlich eine Sakristei von 1735. Der niedrige, leicht eingezogene Chor wird von zierlichen, dreistufigen Strebepfeilern gestützt. Das Langhaus ist im Westen beidseitig um die Emporenaufgänge verbreitert. An der Langhaussüdseite haben sich originale Putze des 16. Jahrhunderts erhalten. Die Kirche besitzt an der Nord- und Südseite gekehlte Portale. Das Nordportal ist von innen vermauert. Beide Portale haben mit Eisenplatten beschlagene Türen, die im unteren Teil jeweils ein Schießloch in Dreiecksform aufweisen. An der Westfassade befindet sich oben ein Rundfenster und unten ein mit einem doppelten Eisengitter befestigtes Rechtecksfenster. Das Kruzifix entstand um 1800.
Im einschiffigen, vierjochigen Langhaus ruht ein Netzrippengewölbe auf eingezogenen Pfeilern mit halbrunden Vorlagen. Die zweiachsige Westempore ist gratunterwölbt. Im zweijochigen Chor mit Fünfachtelschluss erhebt sich ein Netzrippengewölbe über kurzen, von figürlich geschmückten Konsolen getragenen Diensten. Die reliefierten Schlusssteine zeigen das Lamm Gottes und die Hand Gottes. Ein gekehltes Spitzbogenportal mit einer Eisenplatten beschlagenen Tür führt in die Sakristei. Die Maßwerkfenster weisen zum Teil Fischblasen auf.

## Einrichtung
Die einheitliche, qualitätvolle Ausstattung der Kirche schuf Johann Pacher. Den Mittelpunkt des Hochaltars von 1754 mit leicht vorschwingender Architektur bildet eine thronende Madonna im Strahlenkranz, davor kniend die Heiligen Cosmas und Damian. Seitlich davon stehen die Statuen der heiligen Diakone Stephanus und Laurentius. Im Aufsatz wird die Figur Gottvaters von den Heiligen Barbara und Ursula flankiert.
Am linken Seitenaltar wird eine Pietà von Engeln mit Leidenswerkzeugen umgeben. In der vergitterten Nische unter dem Altarschrein sind die armen Seelen im Fegefeuer dargestellt.
Der rechte Seitenaltar trägt eine Statue des heiligen Wolfgang und im Aufsatz eine Statue der heiligen Katharina in Wolken. Der heilige Wolfgang wird von den Figuren eines Schutzengels, von Christus mit Kreuz und vom Erzengels Michael umstanden.
Die stark geschwungene Kanzel entstand um 1750/60 und wird Johann Pacher zugeschrieben. Sie trägt die Figuren der vier Evangelisten und stellt in den Reliefen der Brüstungsfelder den Guten Hirten, Moses und das Opfer Abrahams dar. Am Schalldeckel stehen die Allegorien der christlichen Tugenden Glaube, Liebe und Hoffnung sowie die der Vergänglichkeit.
Über dem eingezogenen Triumphbogen ist eine barocke Kreuzigungsgruppe vom Anfang des 18. Jahrhunderts angebracht. An der Emporennordwand ist eine thronende Maria Immaculata aus der zweiten Hälfte des 18. Jahrhunderts zu sehen. Die zwölf Apostel sind in sieben Ölbildern an den Chorwänden dargestellt. Im Langhaus hängen Bilder von Franz von Assisi mit Jesuskind, vom Unterricht Mariens und von Josef mit Jesuskind.
Das intarsierte Betgestühl stammt aus der Mitte des 18. Jahrhunderts.

## Sonstiges
Die barocke, ehemalige Friedhofskapelle wurde 1998 zu einer Aufbahrungshalle adaptiert.
Nördlich der Kirche befindet sich der sogenannte Peststein.